# Copa Peregrino
A Copa Peregrino foi um torneio amistoso de futebol entre clubes do Rio de Janeiro e da Noruega em 2008. Realizada no Rio de Janeiro, a competição foi abrigada no Estádio Giulite Coutinho, em Mesquista, porém, uma partida ocorreu no estádio olímpico Nilton Santos. O Botafogo, mesmo sem disputar uma das partidas, quando foi substituído pelo Boavista, foi o campeão.

## Regulamento
O regulamento da Copa Peregrino colocou os três clubes brasileiros e os três noruegueses em grupos distintos. Contudo, a equipe de um grupo fez partidas com as do grupo oposto. O clube que somasse mais pontos seria o campeão.
O torneio trouxe peculiaridades. Aos 22 minutos de cada tempo, haveria uma interrupção para hidratação dos atletas, item que foi exigido pelos clubes da Noruega para uma melhor adaptação ao calor do Verão carioca. Outro aspecto são as substituições que eram ilimitadas e permitiam a um jogador já substituido retornar ao campo, dois fatores que vão de encontro às normas da FIFA. Além disso, um futebolista que receba um cartão vermelho não seria suspenso para o jogo seguinte.
Outro fato que marcou a Copa Peregrino foi que o Botafogo não disputou a última rodada, no dia 18 de janeiro, já que no dia seguinte faria sua estréia no Campeonato Carioca. O Boavista participou pelo alvinegro, empatou sua partida e garantiu o título ao time de General Severiano

## Clubes participantes
Após longas negociações acerca dos clubes participantes, tendo o Flamengo e o Fluminense sido cotados porém recusando, a Copa Peregrino tem seis equipes disputando o título mais um convidado para substituir o Botafogo na última rodada. O torneio traz um clube da Primeira Divisão, o Botafogo, e dois da Série C brasileira, América e Madureira. Pelos times da Noruega, segundo e terceiros colocados da Tippeligaen 2007,Stabæk e Viking respectivamente e o penúltimo, Start.
- América
- Botafogo
  -  Boavista (substituto)
- Madureira
- Stabæk
- Start
- Viking

## Grupos

### Brasileiros
| Classificação | Classificação | Classificação | Classificação | Classificação | Classificação | Classificação | Classificação | Classificação | Classificação | Classificação |
| Time | Time          | PG            | J             | V             | E             | D             | GP            | GC            | SG            |               |
| --- | ------------- | ------------- | ------------- | ------------- | ------------- | ------------- | ------------- | ------------- | ------------- | ------------- |
| 1 | Botafogo*     | 7             | 3             | 2             | 1             | 0             | 8             | 2             | 6             |               |
| 2 | Madureira     | 4             | 3             | 1             | 1             | 1             | 5             | 4             | 1             |               |
| 3 | América       | 2             | 3             | 0             | 2             | 1             | 4             | 5             | -1            |               |
| *O Boavista jogou a última rodada pelo Botafogo.                                                                            |               |               |               |               |               |               |               |               |               |               |
| PG - pontos ganhos; J - jogos; V - vitórias; E - empates; D - derrotas; GP - gols pró; GC - gols contra; SG - saldo de gols |               |               |               |               |               |               |               |               |               |               |

### Noruegueses
| Classificação | Classificação | Classificação | Classificação | Classificação | Classificação | Classificação | Classificação | Classificação | Classificação | Classificação |
| Time | Time          | PG            | J             | V             | E             | D             | GP            | GC            | SG            |               |
| --- | ------------- | ------------- | ------------- | ------------- | ------------- | ------------- | ------------- | ------------- | ------------- | ------------- |
| 1 | Start         | 5             | 3             | 1             | 2             | 0             | 5             | 4             | 1             |               |
| 2 | Viking        | 4             | 3             | 1             | 1             | 1             | 4             | 7             | -3            |               |
| 3 | Stabæk        | 1             | 3             | 0             | 1             | 2             | 2             | 6             | -4            |               |
| PG - pontos ganhos; J - jogos; V - vitórias; E - empates; D - derrotas; GP - gols pró; GC - gols contra; SG - saldo de gols |               |               |               |               |               |               |               |               |               |               |

## Tabela

### Primeira rodada
| 12 de Janeiro de 2008 10:00 | Viking          | 2 – 2  | Madureira              | Estádio Giulite Coutinho, Rio de Janeiro, Brasil Público: Não divulgado |
|                             | Fillo · Austnes | Placar | Amaral · Paulo Roberto |                                                                         |

- Madureira: Renan; China, Paulo César, Odvan e Amarildo; Doriva, Wagner, Paulo Roberto e Amaral; Muriqui e Creedence. Técnico: Carlos Roberto.
- Viking: Thomas Myhre; Rene Klingbeil, Børre,Steenslid e Ragnvald Soma; Thomas Pereira, Nikolai Stokholm, Jone Samuelsen, Allan Gaarde e Søren Berg; Alexander Ødegaard e Peter Ijeh. Técnico: Uwe Rösler.

| 12 de Janeiro de 2008 18:45 | Stabæk | 0 – 2       | Botafogo                 | Estádio Giulite Coutinho, Rio de Janeiro, Brasil Público: Não divulgado Árbitro: Marcelo Venito Pacheco Auxiliares: Vilmar Raul e Marcos Tadeu Peniche |
|                             |        | Esporte UOL | Zé Carlos 9' · Fábio 73' | |

- Stabæk: Knudsen; Hoiland (Inge Olsen), Skjonsberg, Segerstrom (Holmvik) e Stenvoll; Nystuen (Stenersen), Tchoyi, Hauger (Kamara) e Alanzinho; Gunnarsson (Espen Olsen) e Nannskog. Técnico: Jan Jonsson.
- Botafogo: Castillo (Renan); Renato Silva (Édson) e Ferrero (Wellington Jr.); Alessandro (Jougle) e Triguinho; Túlio e Diguinho, Lúcio Flávio (Marcelinho) e Zé Carlos (Joaquim); Jorge Henrique (Adriano Felício) e Wellington Paulista (Fábio). Técnico: Cuca.

| 12 de Janeiro de 2008 21:00 | Start       | 1 – 1    | América              | Estádio Giulite Coutinho, Rio de Janeiro, Brasil Público: Não divulgado |
|                             | Paulsen 60' | LANCENET | Assad entre 40 a 45' |                                                                         |

- América: Fabio Carvalho, Bruno Carvalho, Thiago, Cleberson e Messias; Válber, Maicon, Alan (Aron) e Léo Maringá (Maciel); Assad (Marco Brito) e Lourival (Fernando).
- Start: Nilssen; Kamark (Alan), Borgesen, Engedal (Pepa) e Milicevic; Kleiven, Strømstad e Bruno Rato (Hardarson); Børufsen( Paulsen), Khalili e Hulsker.

### Segunda rodada
| 14 de Janeiro de 2008 20:00 | Stabæk                                 | 2 – 2            | América              | Estádio Giulite Coutinho, Rio de Janeiro, Brasil Público: Não divulgado |
|                             | Espen 45+1' · Cléberson (contra) 90+1' | Jornal dos Sport | Aron 86' · Élvis 88' |                                                                         |

- América: Fábio Carvalho, Bruno Carvalho, Cléberson, Márcio Abraão e Messias; Válber, Danilo, Léo Maringá (Alan) e Elias (Assad); Lourival e Bebeto. Técnico: Ademir Fonseca
- Stabaek: Knudsen; Holand, Segerstrom, Skjonsberh e Stenvoll; Nystuen, Tchoyi, Hauger e Alanzinho; Gunnarsson e Nannskog. Técnico: Jan Jonsson.

| 15 de Janeiro de 2008 20:00 | Start                   | 2 – 1            | Madureira   | Estádio Giulite Coutinho, Rio de Janeiro, Brasil Público: Árbitro: Elton Azevedo Auxiliares: Alexandre Eller e Alexandre Rodrigues |
|                             | Hulsker 2' · Paulsen 4' | Jornal dos Sport | F.Alves 73' | |

- Madureira: Renan (J.Santos), China (Cleto), P.César (Jadson), Odvan (Marcílio), Amarildo (Everton), Wagner (Marcelo), Doriva (F.Alves), Paulo Roberto (Ruy), Amaral (Thiago Coimbra), Creedence (Milson) (T. Brito), Muriqui (Crystiano). Técnico: Carlos Roberto
- Start: Hoye, Kamark (Rato), Pepa, Borgensen, Milicevic, Kleiven, Paulsen (Zerssen), Stromstad (Hardarson), Borufsen (Rodrigo), Hulsker e Kahlili. Técnico: Arne Sandsto

| 16 de Janeiro de 2008 20:00 | Viking | 0 – 4            | Botafogo                                                               | Estádio Olímpico Nilton Santos, Rio de Janeiro, Brasil Público: 3606 pagantes Árbitro: Nilton Feitosa do Nascimento Auxiliares: Marcelo da Silva Cardoso e Marçal Rodrigues Mendes |
|                             |        | Globoesporte.com | Jorge Henrique 9' · Lúcio Flávio(pen) 20' · Alessandro 44' · Édson 82' | |

- Viking:Nicht, Ross, Steenslid (Klingeil), Soma, Bertelsen (Odegaard), Gaarde, Stokholm(Samuelsen), Danielsen (Nisjar), Austnes (Andersen), Fillo (Pereira), Pimpong
- Botafogo:Castillo (Renan), Alessandro (Índio), Renato Silva (Edson), Ferrero (Renato Silva), Triguinho (Joaquim), Túlio (Wellington Junior), Diguinho (R. Fabiano), Lucio Flavio (A.Felício), Zé Carlos (Marcelinho), J. Henrique (Rodriguinho), W. Paulista (Fábio)

### Terceira rodada
| 17 de Janeiro de 2008 | Stabæk | 0 – 2  | Madureira                                  | Estádio Giulite Coutinho, Rio de Janeiro, Brasil Público: Não divulgado |
|                       |        | FutRio | Mílson Santos 12' · Segerstron (contra) ?' |                                                                         |

| 18 de Janeiro de 2008 | Start           | 2 – 2               | Boavista*                    | Estádio Giulite Coutinho, Rio de Janeiro, Brasil Público: Não divulgado |
|                       | Khalili 12' 37' | LANCENET Live Score | Bruno 5' · Flávio Santos 16' |                                                                         |

- Boavista: Daniel, Fábio Braz, Bruno e Hélder; Arílson, Adriano, Bruno Moreno e Esquerdinha; Flávio Santos, Faioli e Bruno Rangel. O técnico é Edinho. 
  - O Boavista jogou pelo Botafogo na última rodada pois em 19 de janeiro iniciou-se o Campeonato Carioca de Futebol de 2008. Devido ao começo da mesma competição, não houve final da Copa Peregrino.

| 18 de Janeiro de 2008 | Viking                            | 2 – 1     | América         | Estádio Giulite Coutinho, Rio de Janeiro, Brasil Público: Não divulgado |
|                       | Máximo (contra) 24' · Adelson 60' | Lancenet! | Marco Brito 32' |                                                                         |

## Colocação geral
| Classificação | Classificação | Classificação | Classificação | Classificação | Classificação | Classificação | Classificação | Classificação | Classificação | Classificação |
| Time | Time          | PG            | J             | V             | E             | D             | GP            | GC            | SG            | %             |
| --- | ------------- | ------------- | ------------- | ------------- | ------------- | ------------- | ------------- | ------------- | ------------- | ------------- |
| 1 | Botafogo*     | 7             | 3             | 2             | 1             | 0             | 8             | 2             | 6             | 78            |
| 2 | Start         | 5             | 3             | 1             | 2             | 0             | 5             | 4             | 1             | 56            |
| 3 | Madureira     | 4             | 3             | 1             | 1             | 1             | 5             | 4             | 1             | 44            |
| 4 | Viking        | 4             | 3             | 1             | 1             | 1             | 4             | 7             | -3            | 44            |
| 5 | América       | 2             | 3             | 0             | 2             | 1             | 4             | 5             | -1            | 22            |
| 6 | Stabæk        | 1             | 3             | 0             | 1             | 2             | 2             | 6             | -4            | 11            |
| *O Boavista jogou a última rodada pelo Botafogo.                                                                            |               |               |               |               |               |               |               |               |               |               |
| PG - pontos ganhos; J - jogos; V - vitórias; E - empates; D - derrotas; GP - gols pró; GC - gols contra; SG - saldo de gols |               |               |               |               |               |               |               |               |               |               |

### Campeão
| Copa Peregrino             |
| -------------------------- |
| BOTAFOGO Campeão (Invicto) |

## Artilharia
- Paulsen, Start, 2 gols;
- Khalili, Start, 2 gols;
- Alessandro, Botafogo, 1 gol;
- Édson, Botafogo, 1 gol;
- Fábio, Botafogo, 1 gol;
- Jorge Henrique, Botafogo, 1 gol;
- Lúcio Flávio, Botafogo, 1 gol
- Zé Carlos, Botafogo, 1 gol;
- Hulsker, Start, 1 gol;
- Amaral, Madureira, 1 gol;
- Felipe Alves, Madureira, 1 gol;
- Paulo Roberto, Madureira, 1 gol;
- Mílson Santos, Madureira, 1 gol;
- Aron, América, 1 gol;
- Assad, América, 1 gol;
- Élvis, América, 1 gol;
- Marco Brito, América, 1 gol;
- Austnes, Viking, 1 gol;
- Fillo, Viking, 1 gol;
- Adelson, Viking, 1 gol;
- Espen, Stabæk, 1 gol;
- Bruno, Boavista, 1 gol;
- Flávio Santos, Boavista, 1 gol;
- Segerstron (contra), Stabæk, 1 gol;
- Máximo (contra), América, 1 gol;
- Cléberson (contra), América, 1 gol.